# Ługi-Radły
Ługi-Radły est une localité polonaise de la gmina de Przystajń, située dans le powiat de Kłobuck en voïvodie de Silésie.